# بيتر د. روبنسون
بيتر د. روبنسون (بالإنجليزية: Peter D. Robinson)‏ هو قسيس بريطاني، ولد في 22 مايو 1969 في Scunthorpe ‏ في المملكة المتحدة.